# Tatort: Kriegsspuren
Kriegsspuren ist ein Fernsehfilm aus der Krimireihe Tatort mit dem Ludwigshafener Ermittlerduo Lena Odenthal (Ulrike Folkerts) und Mario Kopper (Andreas Hoppe). Es handelt sich um die 424. Tatort-Folge und eine Produktion des SWR. Die Episode wurde am 10. Oktober 1999 im Ersten Deutschen Fernsehen zum ersten Mal ausgestrahlt.
Die Ermittler müssen einen Mord aufklären, den ein Mann auf der verzweifelten Suche nach seiner Frau begangen hat.

## Handlung
Tom Salsa, Kameramann und Fotograf, wird von dem Jugoslawen Damir Kovac zu einem Treffen bestellt. Kovac will von Salsa wissen, wo seine Frau ist. Als dieser sich abfällig über sie äußert, zieht Kovac eine Pistole und erschießt Salsa. Mit seinem Auto transportiert er ihn in die Nähe eines Asylantenheims und wirft ihn dort in eine Grube. Anschließend fährt er in die Stadt und bedroht Anja Hausmann, weil er unbedingt mit ihrem Vater sprechen will. Doch der ist noch dienstlich unterwegs. So geht er unverrichteter Dinge wieder weg.
Lena Odenthal und Kollege Kopper ermitteln und versuchen die Bewohner des Asylantenheims zu befragen, aber haben dort wenig Erfolg. Über das Opfer wissen sie, dass er meist mit dem Kriegsberichterstatter Peter Hausmann unterwegs war. Der Journalist recherchiert zur Zeit nach dem Kriegsverbrecher „Drago“, der in Deutschland untergetaucht sein soll. Als sie ihn vom Tod seines Kollegen unterrichten, nimmt er es gefasst auf.
Odenthal bekommt von dem Asylbewerber Franklin einen Hinweis. Er hatte den Täter beobachtet. Als Gegenleistung für seine Mitarbeit erwartet er eine dauerhafte Aufenthaltsgenehmigung. Er kenne den Mann nur als Doktor und er sei öfter im „Cafe Istanbul“ anzutreffen. Odenthal sieht sich dort um und als der Doktor sie bemerkt, ergreift er die Flucht. Bei der Verfolgung verletzt sich Odenthal, und er entkommt ihr. Sie geht zurück ins Cafe, um von den Stammgästen zu erfahren, wer der Doktor ist und wo er wohnt, doch die Männer schweigen hartnäckig. Vom Wirt erfährt sie nur, dass er bei den Leuten sehr beliebt ist und seit er in Deutschland ist, nach seiner Frau suchen würde. Die Vermutung, dass er ein untergetauchter Kriegsverbrecher sein könnte, bewegt den Wirt dazu, Odenthal seinen Namen mitzuteilen. Er heiße Damir Kovac.
Die Ermittler finden heraus, dass Hausmann und Salsa eine Firma namens „Globe-Pictures“ gegründet hatten, über die sie Dokumentationen verkaufen, die sie bei ihren Berichterstattungen gedreht haben. Der Verkauf erfolgt über eine Internetplattform. Dort hatte Damir Kovac auf einem der Filme seine Frau erkannt und daraufhin Tom Salsa bedrängt ihm zu sagen, wo seine Frau wäre. Ebenso bedrängt er Hausmann, da er meinte, er müsse etwas über seine Frau wissen. Er schafft es, ihn dazu zu bewegen ins „Cafe Istanbul“ zu kommen, damit er ihm seine offenen Fragen beantwortet.
Odenthal ist sich sicher, dass Damir Kovac nicht „Drago“ ist und es gelingt ihr, ihn aufgrund einer Aufnahme einer Überwachungskamera, als Mörder an Tom Salsa zu überführen.  Allerdings hat sie seinen Aufenthaltsort immer noch nicht ausfindig machen können. Da er ein gläubiger Muslim ist, versuchen die Ermittler ihn im Gebetshaus zu finden, was ihnen auch gelingt. Widerstandslos lässt er sich festnehmen, bittet allerdings darum, noch kurz ins „Cafe Istanbul“ gehen zu dürfen. Odenthal und Kopper begleiten ihn und treffen Peter Hausmann im Cafe. Auf Kovacs Fragen nach seiner Frau kann dieser allerdings keine befriedigenden Antworten geben. Hausmann gibt an, die Aufnahmen selber nur gekauft zu haben. Auf Kovac' Drängen gibt er zu, im Zimmer neben dem Raum gewesen zu sein, in welchem seine Frau vor laufender Kamera vergewaltigt wurde. Trotzdem wüsste er nicht, wo seine Frau sich jetzt befinde und ob sie überhaupt noch leben würde.

## Hintergrund
Der Film wurde vom Südwestrundfunk produziert und in Ludwigshafen, Mannheim und der Umgebung von Baden-Baden gedreht. In der Rolle des Peter Hausmann ist Dominique Horwitz zu sehen, der hier zusammen mit seiner Tochter Miriam spielt.

## Rezeption

### Einschaltquoten
Die Erstausstrahlung von Kriegsspuren am 10. Oktober 1999 wurde in Deutschland insgesamt von 7,57 Millionen Zuschauern gesehen und erreichte einen Marktanteil von 22,07 Prozent für Das Erste.

### Kritik
Bei Moviesection.de vergibt Thomas Ays nur zwei von fünf möglichen Sternen und meint, „Actionsequenzen wirken dilettantisch, unrealistisch und plump und auch die Geschichte, die zweifellos wichtig und richtig erscheint, hat einige herbe Längen, die nur schwerlich zu ignorieren sind. Es ist deshalb so tragisch, weil die Idee dahinter wertvoll ist und die Thematik wieder ins Bewusstsein der Zuschauer rückt.“
Die Kritiker der Fernsehzeitschrift TV Spielfilm schreiben über diesen Tatort: „Fesselnde Story und unbequeme Fragen.“